# (15585) 2000 GR74
A (15585) 2000 GR74 a Naprendszer kisbolygóövében található aszteroida. A LINEAR projekt keretében fedezték fel 2000. április 5-én.